# Micaela Desmaisières López de Dicastillo y Olmeda
Micaela Desmaisières López de Dicastillo y Olmeda en religion Marie-Michelle du Saint-Sacrement (en espagnol : María Micaela del Santísimo Sacramento) (Madrid, 1er janvier 1809 - Valence, 24 août 1865) est une aristocrate et religieuse espagnole, fondatrice de la congrégation des Servantes adoratrices du Saint-Sacrement et de la Charité, et reconnue sainte par l'Église catholique. Le jour de sa fête est le 24 août.

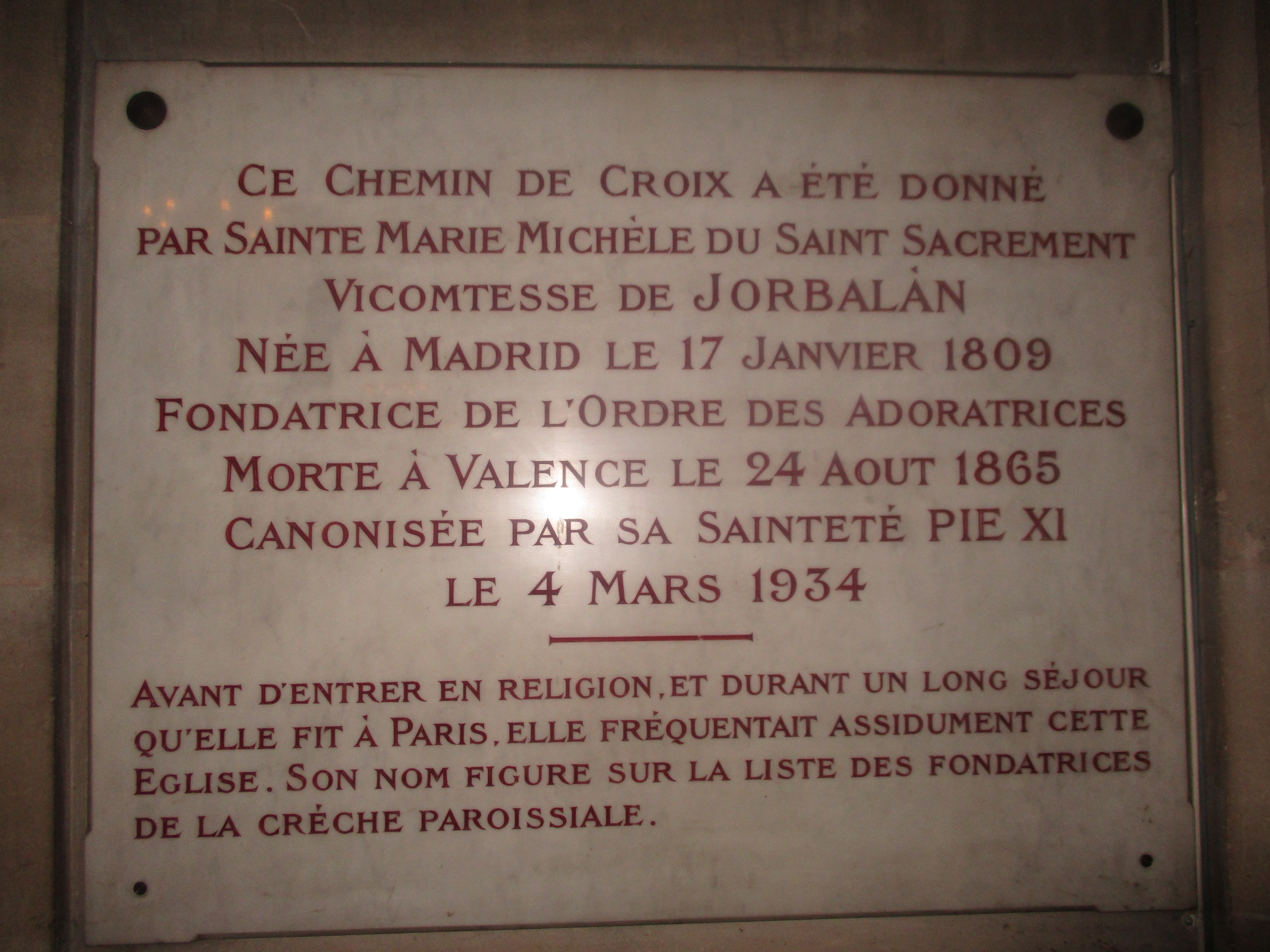
Plaque commémorative à l'église Saint-Philippe-du-Roule, Paris.

## Biographie

### Enfance et jeunesse
Micaela Desmaisières López de Dicastillo y Olmeda est née à Madrid le 1er janvier 1809 pendant la guerre d'indépendance espagnole au sein d'une famille aristocratique. Sa mère Bernarda López de Dicastillo y Olmeda était camériste de la reine Marie-Louise de Bourbon-Parme ; son frère Diego, marquis de los Llanos de Alguazas et comte de la Vega del Pozo, diplomate et ambassadeur d'Espagne dans différentes juridictions européennes, lui accorde le titre de vicomtesse de Jorbalán.

### Fondatrice
Dès sa jeunesse, elle se consacra à des œuvres de bienfaisance, spécialement envers les malades (comme lors d'une épidémie de choléra en 1834 à Guadalajara), elle exerce un service régulier à l'hôpital Saint-Jean-de-Dieu de Madrid (es). Le 6 février 1844, elle rencontre une jeune fille, socialement marginalisées et tombée dans la prostitution, cette histoire lui fait prendre conscience de ce problème. Pour ce faire, Maria Micaela crée un lieu pour les prostituées qui veulent quitter cette vie de misère. Un refuge est officiellement inauguré le 21 avril 1845 et d'innombrables jeunes filles et femmes frappent à la porte, les demandes vont croissantes, ce qui conduit Micaela à fonder la congrégation des Servantes adoratrices du Saint-Sacrement et de la Charité en 1856 dans le but d'assurer la continuité de ses travaux. Elle a été approuvée comme institut religieux par le pape Pie IX en 1860.
Bientôt, la congrégation ouvre des établissements à Saragosse (1856), Valence (1858), Barcelone (1861), Burgos (1863), Pinto, une filiale à Madrid (1864), Santander (1865) et Guadalajara (1915).
Marie-Michelle est également appelée par le confesseur de la reine, saint Antoine-Marie Claret, pour être conseillère spirituel de la reine Isabelle II. En août 1865, elle se rend à Valence pour venir en aide aux sœurs lors d’une épidémie de choléra, mais elle est atteinte par la maladie et meurt le 24 août.

## Source
- (ca) Cet article est partiellement ou en totalité issu de l’article de Wikipédia en catalan intitulé « Maria Miquela del Santíssim Sagrament » (voir la liste des auteurs).